# Liste der Rugby-Union-Vereine in Deutschland
Dies ist die Liste der Rugby-Union-Vereine in Deutschland. Hier sind alle Rugby-Union-Vereine in Deutschland gelistet, die Mitglied des Deutschen Rugby-Verbandes sind oder am aktiven Spielbetrieb in einer Liga teilnehmen. Der International Rugby Board verzeichnete im September 2012 eine Vereinszahl von 110 für Deutschland.
Einige der Vereine, die an den deutschen Ligen teilnehmen, bestehen aus Mannschaften der in Deutschland stationierten Streitkräfte der USA und Großbritanniens. Diese müssen nicht notwendigerweise Mitglied im Deutschen Rugby-Verband sein. Beispiele für US-Armee-Vereine in Deutschland sind die Mannschaften in Illesheim, Ramstein und Vilseck. Der RC Mönchengladbach Rhinos und die Elmpt Falcons sind wiederum Mannschaften der britischen Armee in Deutschland. Andere Vereine, wie der RC Kaiserslautern, rekrutieren zwar Teile der Spieler aus der US-Armee in Deutschland, haben aber auch eigene deutsche Spieler.
Der älteste Rugby-Union-Verein in Deutschland ist der DSV Hannover 78. Er wurde 1878 als DFV Hannover in einer Zeit gegründet, in der es in Deutschland noch keine klare Differenzierung zwischen Fußball und Rugby gab.

## Vereine nach Bundesländern
Die deutschen Rugby-Union-Vereine, sortiert nach Bundesländern:

### Baden-Württemberg
Rugby-Union-Vereine in Baden-Württemberg:
| Verein                  | PLZ   | Stadt                | Quelle                                      |
| ----------------------- | ----- | -------------------- | ------------------------------------------- |
| SC Neuenheim 1902       | 69120 | Heidelberg           | https://www.scneuenheim.com/                |
| TSV 1886 Handschuhsheim | 69120 | Heidelberg           | http://www.tsv-rugby.de/php/wordpress/      |
| Heidelberger RK 1872    | 69124 | Heidelberg           | http://www.heidelberger-ruderklub.de/rugby/ |
| RG Heidelberg 1898      | 69124 | Heidelberg           | https://www.rgh-rugby.com/                  |
| TB 1889 Rohrbach        | 69126 | Heidelberg           | https://www.tbrohrbach.de/                  |
| Heidelberger TV 1846    | 69115 | Heidelberg           | https://www.htv-rugby.de/                   |
| Stuttgarter RC 1953     | 70197 | Stuttgart            | https://www.rugby-stuttgart.de/             |
| RC Tübingen             | 72074 | Tübingen             | http://www.rugby-tuebingen.de/              |
| TSG 1845 Heilbronn      | 74074 | Heilbronn            | http://www.tsg-heilbronn.net/               |
| Neckarsulmer SU         | 74172 | Neckarsulm           | http://www.nsu-rugby.de/                    |
| TV Pforzheim 1834       | 75181 | Pforzheim            | https://www.tv-pforzheim.de/                |
| KSV Rintheim-Waldstadt  | 76131 | Karlsruhe            | https://www.karlsruher-sv.de/               |
| RC Konstanz             | 78467 | Konstanz             | http://www.rckonstanz.de/                   |
| RC Rottweil             | 78628 | Rottweil             | https://www.rcrottweil.de/                  |
| Freiburger RC           | 79108 | Freiburg im Breisgau | https://www.freiburg-rugby.de/              |
| TSB Ravensburg „Ravens“ | 88212 | Ravensburg           | https://www.tsb-ravensburg.de/              |
| VfB Ulm                 | 89075 | Ulm                  | http://www.rugby-ulm.jimdo.com/             |

### Bayern
Rugby-Union-Vereine in Bayern:
| Verein                            | PLZ   | Stadt                  | Quelle                                            |
| --------------------------------- | ----- | ---------------------- | ------------------------------------------------- |
| Team München                      | 80469 | München                | http://www.teammuenchen.de/?q=de/rugby/           |
| SV Studentenstadt Freimann        | 80805 | München                | https://www.stusta-rugby.de/                      |
| St George’s RUFC (ESV Freimann)   | 80939 | München                | https://www.stgeorgesrugby.com/                   |
| München RFC                       | 81375 | München                | http://www.munich-rugby.de/                       |
| 1. SC Gröbenzell                  | 82194 | Gröbenzell             | https://www.rugby-groebenzell.de/                 |
| TuS Fürstenfeldbruck              | 82256 | Fürstenfeldbruck       | https://www.tus-ffb.de/                           |
| Rugby Weilheim                    | 82362 | Weilheim in Oberbayern | https://www.clubee.com/tsv1847weilheimev/home     |
| RFC Bad Reichenhall               | 83435 | Bad Reichenhall        | https://www.rfcbadreichenhall.de/                 |
| TV 1861 Ingolstadt                | 85057 | Ingolstadt             | http://www.ingolstadt-baboons.de/                 |
| Anzing Wild Hogs                  | 85646 | Anzing                 | http://rugby.anzing.net/                          |
| RC Unterföhring                   | 85774 | Unterföhring           | https://www.rugby-unterfoehring.de/               |
| RFC Augsburg                      | 86152 | Augsburg               | http://www.augsburg-rugby.de/                     |
| TSV 1861 Nördlingen               | 86720 | Nördlingen             | http://www.rc-meteors.de/                         |
| TV Kempten „Allgäu Rugby“         | 87439 | Kempten                | https://allgaeurugby.de/                          |
| TV Memmingen                      | 87700 | Memmingen              | http://www.tv-memmingen.de/user/rugby/            |
| TSV Nürnberg 1846                 | 90482 | Nürnberg               | http://www.rugby-nuernberg.de/                    |
| ASV Weinzierlein Wintersdorf 1950 | 90513 | Zirndorf               | https://www.asv-weinzierlein.de/index.php/rugby/  |
| SC Herzogenaurach-Nord            | 91074 | Herzogenaurach         | http://www.scnord.de/                             |
| SC 04 Schwabach                   | 9112  | Schwabach              | https://www.sc04-schwabach.de/                    |
| Illesheim RFC                     | 91578 | Leutershausen          | http://www.facebook.com/IllesheimBlacknBlueRugby/ |
| SV Raigering „Iron Lions“         | 92224 | Amberg                 | http://iron-lions.de/                             |
| Rose Tower RFC                    | 92655 | Grafenwöhr             | http://www.facebook.com/rosetowerrugby/           |
| RC Regensburg 2000                | 93047 | Regensburg             | https://www.regensburg-rugby.de/                  |
| Rugby Passau                      | 94032 | Passau                 | http://www.facebook.com/WolpertingerPassau/       |
| BTS 1861 Bayreuth                 | 95448 | Bayreuth               | http://www.bayreuther-turnerschaft.de/            |
| FC Eintracht Bamberg              | 96050 | Bamberg                | https://rugbybamberg.wordpress.com/               |
| TV 1848 Coburg                    | 96450 | Coburg                 | https://www.tv1848coburg.de/                      |
| Würzburger RK 2012                | 97080 | Würzburg               | http://www.wrk2012.de/                            |

### Berlin
Rugby-Union-Vereine in Berlin:
| Verein                           | PLZ   | Stadt  | Quelle                              |
| -------------------------------- | ----- | ------ | ----------------------------------- |
| RK 03 Berlin                     | 10405 | Berlin | https://www.rugbyklub03-berlin.de/  |
| RC Berlin „Grizzlies“            | 12435 | Berlin | http://www.berlingrizzlies.de/      |
| SC Siemensstadt                  | 13589 | Berlin | https://www.scs-rugby.de/           |
| Berliner SV 1892                 | 13593 | Berlin | https://www.bsv92rugby.de/          |
| Berliner Rugby Club              | 14169 | Berlin | https://www.berliner-rugby-club.de/ |
| Berlin Bruisers                  | 14193 | Berlin | https://www.berlin-bruisers.com/    |
| Berliner SC                      | 14193 | Berlin | https://www.berlinersc-rugby.de/    |
| Berlin Irish Rugby Football Club | 12169 | Berlin | http://www.berlin-irish.com/        |
| Coepenick Captains               | 12589 | Berlin | http://www.coepenick-captains.de/   |

### Brandenburg
Rugby-Union-Vereine in Brandenburg:
| Verein                    | PLZ   | Stadt                    | Quelle                                 |
| ------------------------- | ----- | ------------------------ | -------------------------------------- |
| USV Potsdam               | 14480 | Potsdam                  | https://www.rugby-potsdam.de/          |
| SG Stahl Brandenburg      | 14776 | Brandenburg an der Havel | http://www.rugby-brandenburg-havel.de/ |
| RU Hohen Neuendorf        | 16540 | Hohen Neuendorf          | https://www.rugbyunion.de/             |
| SV Stahl Hennigsdorf 1948 | 16761 | Hennigsdorf              | http://www.rugby-hennigsdorf.de/       |
| Veltener RC Empor 1969    | 16727 | Velten                   | https://www.veltener-rugbyclub.de/     |
| Rugby Club Trebbin        | 14959 | Trebbin                  | http://www.rugby-trebbin.de/           |

### Bremen
Rugby-Union-Vereine in Bremen:
| Verein                  | PLZ   | Stadt  | Quelle                            |
| ----------------------- | ----- | ------ | --------------------------------- |
| Bremen 1860             | 28213 | Bremen | https://www.bremen1860.de/        |
| FC Union 60 Bremen      | 28205 | Bremen | http://rugby-bremen.de/           |
| Jacobs University Rugby | 28759 | Bremen | https://www.jacobs-university.de/ |

### Hamburg
Rugby-Union-Vereine in Hamburg:
| Verein             | PLZ   | Stadt   | Quelle                         |
| ------------------ | ----- | ------- | ------------------------------ |
| FC St. Pauli       | 20359 | Hamburg | https://www.fcstpaulirugby.de/ |
| Hamburger SV       | 22045 | Hamburg | http://hsvrugby.jimdo.com/     |
| Hamburger RC       | 22083 | Hamburg | https://www.hrc-rugby.de/      |
| Hamburg Exiles RFC | 22397 | Hamburg | https://www.hamburg-exiles.de/ |

### Hessen
Rugby-Union-Vereine in Hessen:
| Verein                | PLZ   | Stadt             | Quelle                                |
| --------------------- | ----- | ----------------- | ------------------------------------- |
| Rugby Cassel          | 34128 | Kassel            | https://rugbycassel.de/               |
| RU Marburg            | 35039 | Marburg           | https://www.rumarburg.de/             |
| URC Gießen 01         | 35394 | Gießen            | http://www.urcgiessen.de/             |
| TSV Krofdorf-Gleiberg | 35435 | Wettenberg        | https://www.tsv-krofdorf-gleiberg.de/ |
| Eintracht Frankfurt   | 60386 | Frankfurt am Main | http://www.eintrachtrugby.de/         |
| Sportclub Riedberg    | 60438 | Frankfurt am Main | https://www.scriedberg.de/rugby/      |
| SC Frankfurt 1880     | 60437 | Frankfurt am Main | http://www.sc1880.de/                 |
| RK Heusenstamm        | 63150 | Heusenstamm       | http://www.rugby-klub.de/             |
| BSC 1899 Offenbach    | 63069 | Offenbach am Main | http://www.bsc1899.de/                |
| TGS 1897 Hausen       | 63179 | Obertshausen      | http://www.tgs-hausen.de/             |
| TG 1875 Darmstadt     | 64289 | Darmstadt         | https://www.tg1875-darmstadt.de/      |

### Mecklenburg-Vorpommern
Rugby-Union-Vereine im Mecklenburg-Vorpommern:
| Verein                     | PLZ   | Stadt        | Quelle                                     |
| -------------------------- | ----- | ------------ | ------------------------------------------ |
| SV Dynamo Rostock          | 18057 | Rostock      | https://www.dynamo-rostock.de/             |
| PSV Wismar                 | 23966 | Wismar       | http://www.rugby-wismar.de/                |
| Rugby Fortuna Neuenkirchen | 17489 | Neuenkirchen | https://www.fortuna-neuenkirchen.de/rugby/ |

### Niedersachsen
Rugby-Union-Vereine in Niedersachsen:
| Verein                                     | PLZ   | Stadt           | Quelle                                                 |
| ------------------------------------------ | ----- | --------------- | ------------------------------------------------------ |
| VfL Jesteburg „Wombats“                    | 21266 | Jesteburg       | http://www.rugby.vfl-jesteburg.de/                     |
| FC Rastede                                 | 26180 | Rastede         | https://www.fc-rastede.de/                             |
| SC Varel                                   | 26316 | Varel           | http://www.scv-rugby.de/                               |
| SV Odin Hannover                           | 30167 | Hannover        | https://www.sv-odin.de/                                |
| DSV Hannover 78                            | 30169 | Hannover        | https://www.hannover78.de/                             |
| VfR Döhren 06                              | 30173 | Hannover        | https://www.vfr06.de/                                  |
| SC Germania List                           | 30177 | Hannover        | http://www.scg-rugby.de/                               |
| TSV Victoria Linden                        | 30453 | Hannover        | https://www.victoria-linden.de/                        |
| DRC Hannover                               | 30459 | Hannover        | http://www.rugby-drc.de/                               |
| FC Schwalbe Hannover                       | 30519 | Hannover        | http://www.schwalbe-hannover.de/                       |
| SV 1908 Ricklingen                         | 30519 | Hannover        | http://www.08ricklingen.de/                            |
| Royal RFC Schaumburg                       | 31717 | Nordsehl        | https://schaumburg-rugby.de/                           |
| SCW Göttingen 1913                         | 37077 | Göttingen       | https://www.scwgoettingen.de/                          |
| Rugby-Welfen Braunschweig                  | 38106 | Braunschweig    | http://www.rugby-braunschweig.de/                      |
| Moorteufel Karlshöfen                      | 27442 | Gnarrenburg     | https://www.tsv-karlshoefen.de/index.php/sparten/rugby |
| SV Bethen e.V.                             | 49661 | Cloppenburg     | http://www.crusaders-cloppenburg.de/                   |
| SV Sparta Werlte                           | 49757 | Werlte          | https://sparta-werlte.de/rugby/                        |
| VT Union Groß Ilsede                       | 31241 | Ilsede          | http://www.vtunion.de/                                 |
| Osnabrück RFC                              | 49090 | Osnabrück       | https://www.rugbyclub-osnabrueck.de/                   |
| TV Schiffdorf von 1898 e.V.                | 27619 | Schiffdorf      | http://www.tv-schiffdorf.de/index2.php                 |
| MTV Freiburg (Elbe)                        | 21737 | Wischhafen      | https://www.mtv-freiburg.de/                           |
| PSV Oldenburg e.V.                         | 26129 | Oldenburg       | https://www.psv-oldenburg.de/                          |
| TuS Ofen „Ramböcke“                        | 26160 | Bad Zwischenahn | https://www.tus-ofen.de/                               |
| Hanover Unicorns – Hochschulsport Hannover | 30167 | Hannover        | https://db.zfh.uni-hannover.de/                        |
| Niedersächsischer Rugby Verband e.V.       | 30177 | Hannover        | https://nrv-rugby.de/                                  |

### Nordrhein-Westfalen
Rugby-Union-Vereine in Nordrhein-Westfalen:
| Verein                   | PLZ   | Stadt             | Quelle                                  |
| ------------------------ | ----- | ----------------- | --------------------------------------- |
| TV Lemgo                 | 32657 | Lemgo             | http://lippe-lions.de/                  |
| RC Paderborn             | 33098 | Paderborn         | http://www.facebook.com/RugbyPaderborn/ |
| Wiedenbrücker TV         | 33378 | Rheda-Wiedenbrück | https://www.wtv-rugby.de/               |
| RC Bielefeld             | 33504 | Bielefeld         | http://www.rugby-club-bielefeld.de/     |
| TuS Düsseldorf „Dragons“ | 40547 | Düsseldorf        | http://www.duesseldorf-dragons.de/      |
| WMTV Solingen „Zebras“   | 42719 | Solingen          | https://www.wmtv.de/                    |
| RFC Dortmund             | 44147 | Dortmund          | http://www.rfc-dortmund.de/             |
| Grashof RC Essen         | 45259 | Essen             | https://www.grashof-rugby.de/           |
| TSV Bocholt              | 46397 | Bocholt           | http://www.tsv-bocholt.de/              |
| RC Krefeld               | 47839 | Krefeld           | http://www.rugby-club-krefeld.de/       |
| Rugby Tourists Münster   | 48151 | Münster           | https://www.rugby-muenster.de/          |
| Rheine Warriors RC       | 48429 | Rheine            | http://rheinewarriors.de/               |
| Ibbenbürener Spvg        | 49477 | Ibbenbüren        | http://www.ibb-sv.de/                   |
| Brühler TV 1879          | 50321 | Brühl             | https://www.bruehl-rugby.de/            |
| RC Hürth „Panther“       | 50354 | Hürth             | https://www.huerth-rugby.de/            |
| RSV Köln „Crusaders“     | 50933 | Köln              | https://www.rugby-koeln.de/             |
| RC Aachen                | 52020 | Aachen            | http://www.rugby-club-aachen.de/        |
| RC Roda Herzogenrath     | 52134 | Herzogenrath      | https://rcrodarugby.de.tl/Home.htm      |
| RC Bonn-Rhein-Sieg       | 53175 | Bonn              | https://www.rcbrs.de/                   |
| Bochum/Witten RFC        | 58455 | Witten            | http://www.bochum-witten-rfc.de/        |
| Bonn Rugby Union Club    | 53129 | Bonn              | https://www.rugby-bonn.de/start         |

### Rheinland-Pfalz
Rugby-Union-Vereine in Rheinland-Pfalz:
| Verein                  | PLZ   | Stadt                 | Quelle                                     |
| ----------------------- | ----- | --------------------- | ------------------------------------------ |
| FSV Trier-Tarforst      | 54296 | Trier                 | https://www.fsv-trier-tarforst.de/         |
| RC Mainz                | 55131 | Mainz                 | https://www.rugby-club-mainz.de/           |
| VfL Bad Ems Rugby       | 56130 | Bad Ems               | https://www.rugby-badems.de/               |
| RC Worms                | 67547 | Worms                 | https://www.rc-worms.de/                   |
| SG 2018 Hochspeyer      | 67659 | Kaiserslautern        | http://www.kaiserslauternrugby.com/        |
| SV Südwest Ludwigshafen | 67061 | Ludwigshafen am Rhein | http://www.svsuedwestrugbyludwigshafen.de/ |
| FC Deudesfeld Rugby     | 54570 | Deudesfeld            | https://www.facebook.com/rugbydeudesfeld/  |

### Sachsen
Rugby-Union-Vereine in Sachsen:
| Verein                           | PLZ   | Stadt    | Quelle                           |
| -------------------------------- | ----- | -------- | -------------------------------- |
| RC Leipzig                       | 04159 | Leipzig  | https://www.leipzig-rugby.de/    |
| Rugby-Verein Leipzig Scorpions   | 04136 | Leipzig  | http://www.scorpions-rugby.de/   |
| RV Dresden                       | 01067 | Dresden  | http://www.dresdenrugby.de/      |
| SV Horken Kittlitz „Buntspechte“ | 02708 | Löbau    | http://www.buntspechte-rugby.de/ |
| SV Stahl Brandis                 | 04821 | Brandis  | http://www.rugby-brandis.de/     |
| USG Chemnitz                     | 09126 | Chemnitz | http://rugby-chemnitz.jimdo.com/ |
| ATSV Grubenhunte Freiberg        | 09599 | Freiberg | http://grubenhunte.jimdo.com/    |

### Sachsen-Anhalt
Rugby-Union-Vereine in Sachsen-Anhalt:
| Verein                 | PLZ   | Stadt         | Quelle                         |
| ---------------------- | ----- | ------------- | ------------------------------ |
| USV Halle „Rovers“     | 06118 | Halle (Saale) | https://www.halle-rugby.de/    |
| Rugby Legion Magdeburg | 39114 | Magdeburg     | http://www.rugby-magdeburg.de/ |

### Saarland
Rugby-Union-Vereine im Saarland:
| Verein              | PLZ   | Stadt       | Quelle                                   |
| ------------------- | ----- | ----------- | ---------------------------------------- |
| Stade Sarrois Rugby | 66121 | Saarbrücken | https://stade-sarrois.de/                |
| Rugby Saarlouis     | 66740 | Saarlouis   | https://www.facebook.com/SaarlouisRugby/ |

### Schleswig-Holstein
Rugby-Union-Vereine im Schleswig-Holstein:
| Verein                     | PLZ   | Stadt      | Quelle                         |
| -------------------------- | ----- | ---------- | ------------------------------ |
| TuS Lübeck 93              | 23566 | Lübeck     | https://www.tus-luebeck.de/    |
| VfL Geesthacht „Harlekins“ | 21502 | Geesthacht | https://www.vfl-geesthacht.de/ |
| FT Adler Kiel              | 24116 | Kiel       | http://www.ft-adler-kiel.de/   |

### Thüringen
Rugby-Union-Vereine in Thüringen:
| Verein                           | PLZ   | Stadt  | Quelle                       |
| -------------------------------- | ----- | ------ | ---------------------------- |
| Eastern Province Rugby Club Gera | 07549 | Gera   | https://www.rugby-gera.de/   |
| USV Jena                         | 07745 | Jena   | http://rugby-jena.de/        |
| SSV Erfurt-Nord                  | 99096 | Erfurt | https://www.rugby-erfurt.de/ |

## Ehemalige Vereine

### Bundesrepublik
In diesem Abschnitt werden westdeutsche Vereine (nach Bundesländern sortiert), in denen früher Rugby gespielt wurde, aufgeführt.

#### Hamburg
| Verein                 | Stadt   | Ergebnis |
| ---------------------- | ------- | --- |
| Union 03 Altona        | Hamburg | Rugbyabteilung aufgelöst |
| FTSV Komet Blankenese  | Hamburg | Rugbyabteilung aufgelöst |
| FTSV Fichte Langenhorn | Hamburg | Verein schloss sich 1974 mit dem Langenhorner TSV zum SC Langenhorn zusammen; spätestens dort bestand keine Rugbyabteilung mehr. |
| SV Polizei Hamburg     | Hamburg | Rugbyabteilung aufgelöst |

#### Niedersachsen
| Verein               | Stadt        | Ergebnis                                                        |
| -------------------- | ------------ | --------------------------------------------------------------- |
| Post-SV Braunschweig | Braunschweig | Rugbyabteilung trat 1999 zu den Rugby-Welfen Braunschweig über. |

#### Nordrhein-Westfalen
| Verein   | Stadt | Ergebnis                                                |
| -------- | ----- | ------------------------------------------------------- |
| ASV Köln | Köln  | Rugbyabteilung trat 2018 aus und gründete den RSV Köln. |

### DDR
Die folgenden Rugby-Union-Vereine existierten in der früheren DDR. Einige von ihnen wurden aufgelöst oder haben sich einem anderen Rugby-Union-Vereine angeschlossen, während manche nur ihren Namen geändert haben.
| Verein                         | Stadt        | Ergebnis                                                                           |
| ------------------------------ | ------------ | ---------------------------------------------------------------------------------- |
| ASG Vorwärts Beetz             | Beetz        | aufgelöst                                                                          |
| BSG Lokomotive Berlin Mitte    | Berlin       | Rugby-Abteilung aufgelöst                                                          |
| BSG Post Berlin                | Berlin       | Rugby-Abteilung ist Bestandteil von RK 03 Berlin                                   |
| ASK Vorwärts Berlin            | Berlin       | in ASG Vorwärts Berlin-Niederschönhausen umbenannt, später SC Berlin und Auflösung |
| BSG Grün-Weiß Birkenwerder     | Birkenwerder | Zusammenschluss mit RC Hohen Neuendorf; als Rugbyunion Hohen Neuendorf weiter      |
| BSG Motor Nord Brandenburg     | Brandenburg  | Rugbyabteilung der BSG Stahl angegliedert                                          |
| BSG Stahl Brandenburg          | Brandenburg  | besteht als SG Stahl Brandenburg weiter                                            |
| BSG Lokomotive Dessau          | Dessau       | Rugbyabteilung aufgelöst                                                           |
| SG Dynamo Dresden              | Dresden      | Rugby-Abteilung aufgelöst, Nachfolger: Rugby Cricket Dresden RCD                   |
| BSG Lokomotive Falkensee       | Falkensee    |                                                                                    |
| BSG Stahl Freital              | Freital      | Rugbyabteilung aufgelöst                                                           |
| Ingenieurschule Hennigsdorf    | Hennigsdorf  | Verein aufgelöst                                                                   |
| BSG Stahl Hennigsdorf          | Hennigsdorf  | Umbenennung in SV Stahl Hennigsdorf 1948, besteht weiter                           |
| BSG Stahl Leegebruch           | Leegebruch   | Verein aufgelöst                                                                   |
| HSG DHfK Leipzig               | Leipzig      | heute Bestandteil des RC Leipzig                                                   |
| BSG Chemie Leipzig             | Leipzig      | aufgelöst                                                                          |
| BSG Gastronom Leipzig          | Leipzig      | heute Bestandteil des RC Leipzig                                                   |
| BSG Lokomotive Wahren Leipzig  | Leipzig      | heute Bestandteil des RC Leipzig                                                   |
| BSG Lokomotive Oranienburg     | Oranienburg  | aufgelöst                                                                          |
| SG Dynamo Potsdam              | Potsdam      | nach Umbenennung in PSV Wechsel in den USV Potsdam                                 |
| HSG PH Potsdam / RG 88 Potsdam | Potsdam      | gliederte sich dem PSV an                                                          |
| ASK Vorwärts Rostock           | Rostock      | aufgelöst                                                                          |
| BSG Empor Velten               | Velten       | Ausgründung als Veltener RC Empor 1969                                             |
| BSG Lokomotive Weißenfels      | Weißenfels   | aufgelöst                                                                          |
| ASG Vorwärts Zwickau           | Zwickau      | aufgelöst                                                                          |